# Заморська територія
Заморська територія, або залежна територія, або залежна область — це територія, що не володіє повною політичною незалежністю або суверенітетом, подібно державі.
Територія може бути залежна в різних ступенях і формах від інших адміністративно-територіальних одиниць і не бути частиною батьківщини або материка керівної країни. Здебільшого також мають місце інші види відділення. Адміністративно-територіальний поділ звичайно представлений відділенням від держави, тому що заморська територія як правило має більший ступінь автономії.
Так, багато з таких територій, у більшій або меншій мірі, являють собою окремі, від керівних держав, правові системи. Залежно від різниці в правових і конституційних звичаях, ці території можуть вважатися або не вважатися частиною держав.